# مایکل تیپت
سر مایکل کمپ تیپت (به انگلیسی: Sir Michael Kemp Tippett) (زاده ۲ ژانویه ۱۹۰۵ - درگذشته ۸ ژانویه ۱۹۹۸) آهنگساز اهل انگلستان بود.
تیپت در کالج سلطنتی موسیقی لندن تحصیل کرد. سبک موسیقی او غالباً پیچیده است و تا حدی تحت تأثیر شگرد کنترپوان و ضرب‌های هم‌گذر موسیقی انگلیسی سده شانزدهم می‌باشد. آثار او شامل چهار سمفونی، یک کنسرتو پیانو، کنسرتو برای ارکستر، اپرای ازدواج در نیمه تابستان، پریام سلطان، نات گاردنو اراتوریوی فرزند زمان ما است.